# Hochberg (Adelsgeschlecht)

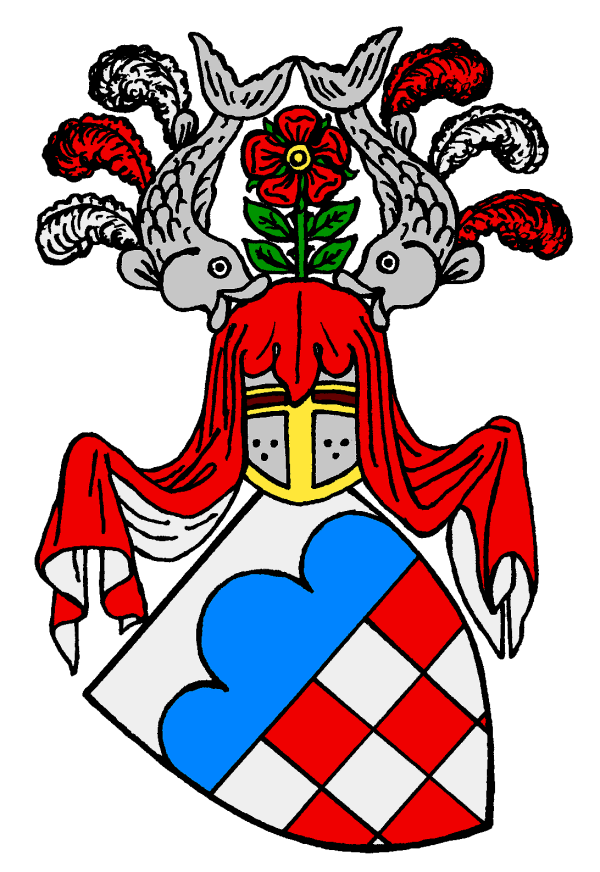
Wappen derer von Hochberg

Hochberg ist der Name eines alten schlesischen Adelsgeschlechts, das bis zum Zweiten Weltkrieg seinen Schwerpunkt in Schlesien hatte. Bis ins 17. Jahrhundert nannte sich die Familie Hohberg (auch Hoberg). Die Mitglieder tragen den Titel Graf von Hochberg Freiherr zu Fürstenstein bzw. Gräfin von Hochberg Freiin/Freifrau  zu Fürstenstein. Mit dem Erwerb des Fürstentums Pleß im 19. Jahrhundert wurde ihnen der preußische Titel „Fürst von Pleß“ verliehen, den das jeweilige Oberhaupt der Familie führt.
Das Geschlecht ist nicht zu verwechseln mit den Markgrafen Baden-Hachberg, die in alten Urkunden und Schriften oftmals als Hochberg bezeichnet wurden.

## Geschichte

### Anfänge
Das Geschlecht der Herren von Hohberg erscheint im Jahr 1185 erstmals urkundlich. Der erste namentlich bekannte Vertreter war der Ritter Melchior von Hohberg, der mit König Heinrich VII. nach Schlesien gekommen sein soll. Die ununterbrochene Stammreihe beginnt mit dem Ritter Kitzold von Hoberg, der von 1312 bis 1349 urkundlich wurde. In den nachfolgenden Jahrhunderten entstanden in Schlesien die Familienzweige Fürstenstein, Buchwald, Güttmannsdorf, Rohnstock und Neuschloß. Ein weiterer Familienzweig bildete sich in Niederösterreich, dem der Schriftsteller Wolf Helmhard Freiherr von Hohberg entstammte, mit dem diese Linie erlosch.
Schloss Güttmannsdorf, ein ehemaliges Klostergut, erwarb 1484 Friedrich von Hochberg, Gründer der Güttmannsdorfer Linie. Im 18. Jahrhundert wurde es barockisiert und blieb bis Ende des 18. Jahrhunderts im Besitz der Familie.
Conrad I. von Hoberg, der mit Catharina von Reibnitz verheiratet war, kaufte 1497 Rohnstock von den Brüdern seiner Frau; es blieb bis 1945 im Besitz der Familie. 1720 wurde das Schloss Rohnstock unter Hans Heinrich III. Reichsgraf von Hochberg im Barockstil umgebaut. Friedrich der Große übernachtete hier 1745 am Abend der Schlacht bei Hohenfriedberg sowie im März 1759 im Vorfeld der Schlacht bei Kunersdorf. Kaiser Wilhelm I. nahm 1875 hier Quartier für ein Kaisermanöver und Wilhelm II. 1890.
Eine minderfreie Standesherrschaft war Neuschloss (heute: Nowy Zamek) bei Militsch, das die Hochbergs von den Grafen von Reichenbach erbten, die es 1717 von den Grafen Maltzan auf Militsch erworben hatten.

### Linie Fürstenstein
Die bedeutendste Linie war die nach dem Schloss Fürstenstein benannte, die zu einem der führenden Adelsgeschlechter im Fürstentum Schweidnitz-Jauer gehörte. Der Besitz kam durch Konrad von Hohberg 1509 zunächst als Pfandbesitz an die Familie. Im Jahre 1605 wurde er erblicher Besitz. Seit der Reformation waren die meisten Angehörigen der Familie protestantisch.
Nach dem Tod von Hans Heinrich II. (1639–1698) teilte sich die Linie. Der jüngere Sohn von Hans Heinrich II., Konrad Ernst Maximilian (1682–1742), huldigte – anders als andere Familienmitglieder im Zuge des Ersten schlesischen Krieges – Friedrich II. Zur Zeit von Graf Hans Heinrich V. (1741–1782) kam es 1764 zu einer teilweisen Vereinigung des Familienbesitzes. Der Graf betrieb, auch zur Sicherung des Besitzes, die Umwandlung der Herrschaft Fürstenstein 1772 in einen Fideikommiss. Diese umfasste auch das Waldenburger Land mit seinen im 19. Jahrhundert bedeutenden Kohlegruben. Dazu gehörten auch die Städte Freiburg, Gottesberg, Friedberg und Waldenburg sowie zahlreiche Dörfer. Unter Hans Heinrich VI. waren 1791 alle Besitzungen der alten Linie Fürstenstein wieder vereinigt.

### Hochberg-Pleß
Graf Hans Heinrich X. (1806–1855) erreichte die Umwandlung der Herrschaft Fürstenstein in eine Freie Standesherrschaft mit erblichen Sitz im schlesischen Provinziallandtag in Form einer Kuriatstimme seit 1827. In seine Zeit fällt auch die Erschließung der Kohlegruben durch die Eisenbahn. Als Erbe der Mutter von Hans Heinrich X., Prinzessin Anna Emilie von Anhalt-Köthen-Pleß, fiel 1847 das oberschlesische Fürstentum Pleß an die Familie Hochberg. Dem jeweiligen Oberhaupt der Familie (Primogenitur) wurde 1848 der preußische Titel eines Fürsten von Pleß mit der Titulatur fürstliche Gnaden verliehen (sowie eine Virilstimme im schlesischen Provinziallandtag). Dieses Fürstentum (Freie Standesherrschaft) umfasste 110 km² und war damit viermal größer als die Herrschaft Fürstenstein. Hans Heinrich X. war auch Präsident des Preußischen Herrenhauses. Sein Sohn Hans Heinrich XI. 2. Fürst von Pleß (1833–1907) verstärkte vor allem die bergbaulichen und industriellen Aktivitäten der Familie. Zu seiner Zeit wurden weitere Kohlegruben erschlossen und die Förderung modernisiert sowie Schloss Pleß neu errichtet. Seit 1870 begann der unvollendete Ausbau von Schloss Fürstenstein zum größten Schloss in Schlesien. Der Bruder des Fürsten Bolko Graf von Hochberg (1843–1926) war Diplomat, später Theaterintendant und Komponist. Der Sohn von Hans Heinrich XI. Hans Heinrich XV. (1861–1938) war mit Maria Theresa Cornwallis-West (1873–1943), bekannt geworden als Daisy von Pless, verheiratet. In dieser Zeit wurde Schloss Pleß zum Treffpunkt der führenden europäischen Gesellschaft.
Das Ende des Ersten Weltkrieges und die Teilung Oberschlesiens 1922 führte zum ökonomischen Niedergang der Familie. Der Fürst blieb in Pleß, der älteste Sohn Hans Heinrich XVIII. (1900–1984) lebte in England. Der Bruder Alexander (1905–1984) lebte zunächst in Polen, floh aber mit dem Überfall auf Polen ebenfalls nach England. Beide Brüder kämpften als Freiwillige in der britischen Armee. Den im Deutschen Reich gelegenen Besitz um Fürstenstein, wo noch Daisy von Pless lebte, beschlagnahmten die Nationalsozialisten 1943. Ziel war es, dort ein Führerhauptquartier zu errichten.

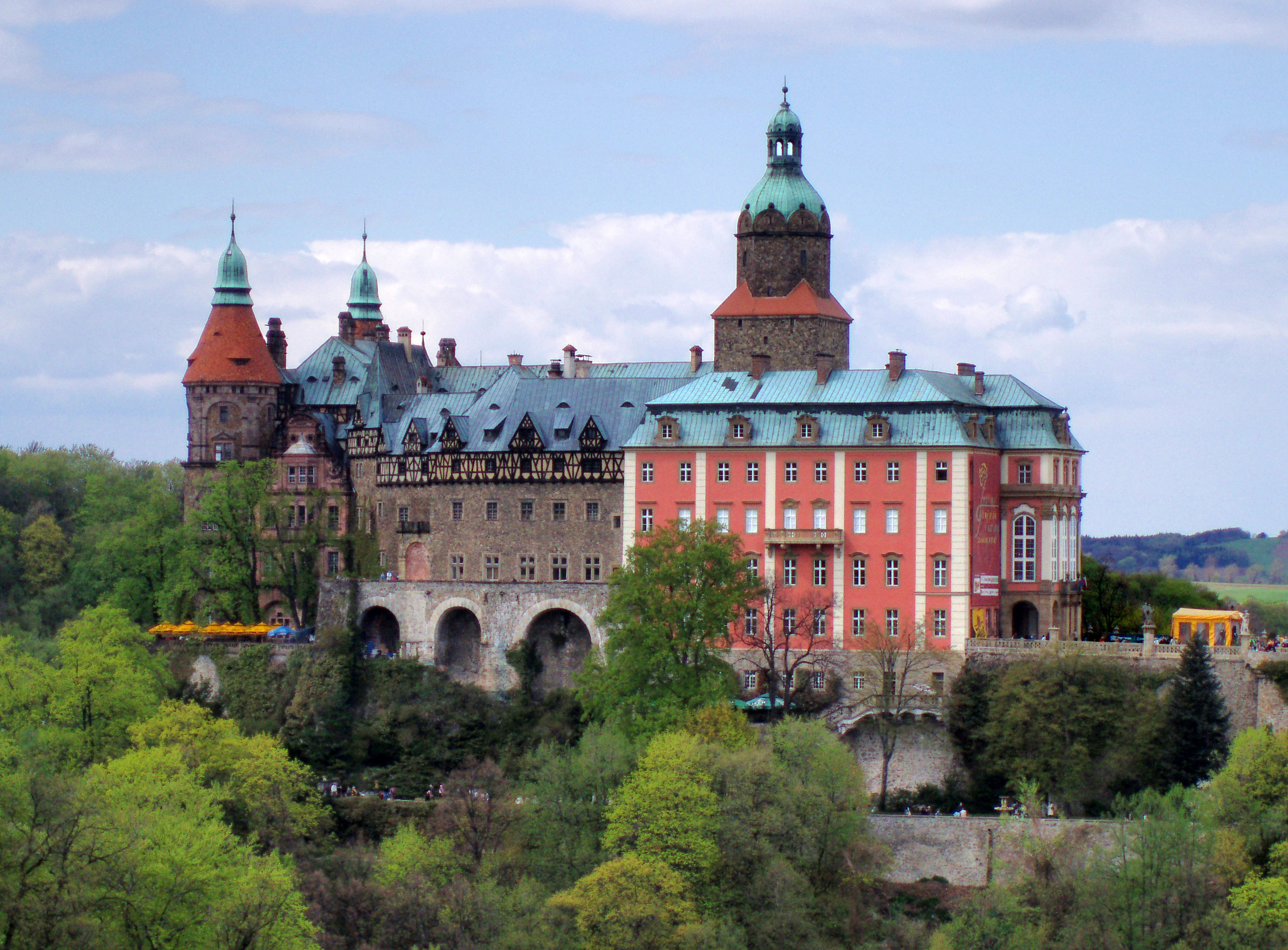
Schloss Fürstenstein
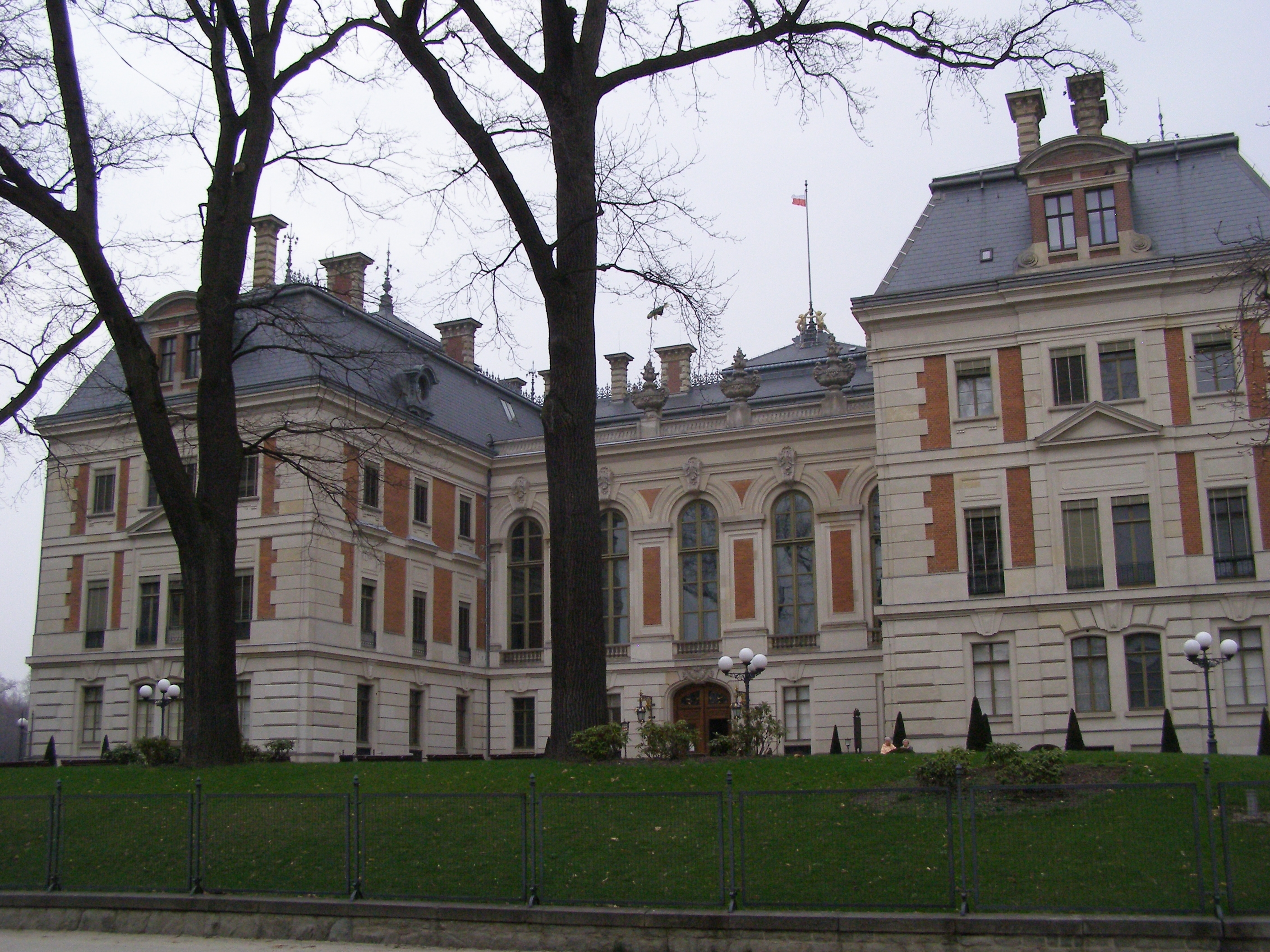
Schloss Pleß
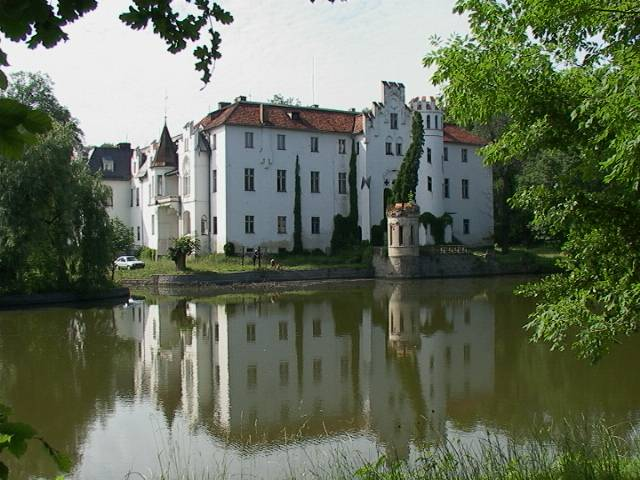
Schloss Güttmannsdorf
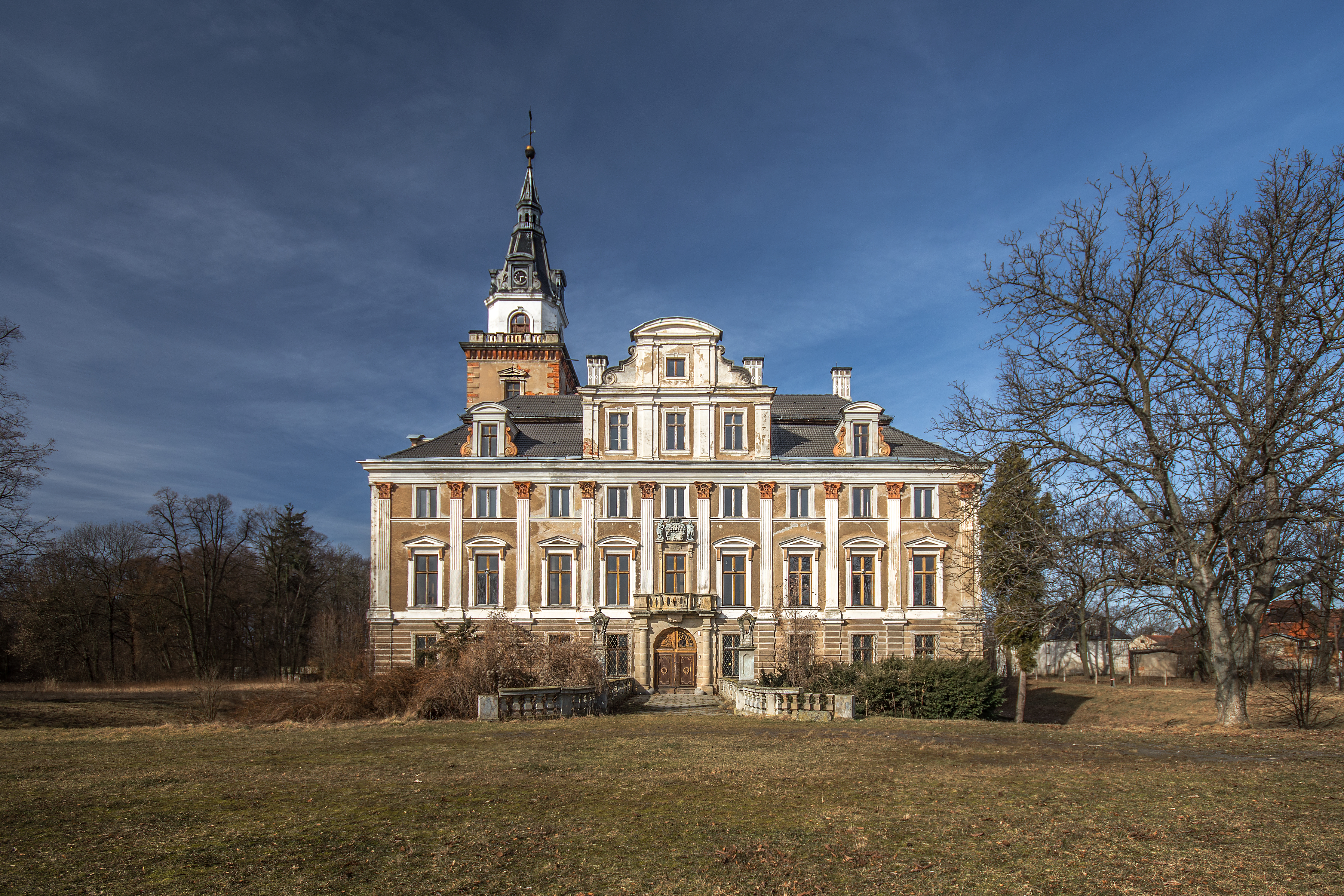
Schloss Rohnstock

## Wappen

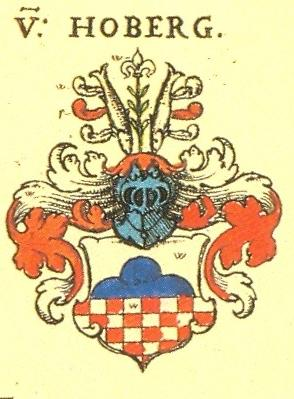
Wappen im Siebmachers Wappenbuch

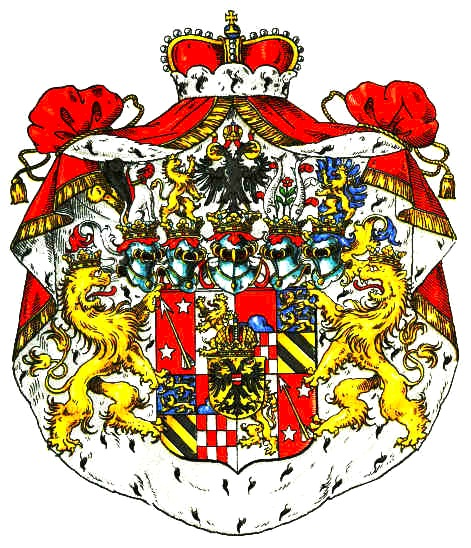
Wappen des Fürsten von Pleß, Grafen von Hochberg, Freiherren zu Fürstenstein

Siebmachers Wappenbuch von 1605 zeigt das Wappen in der Abteilung Ritterschaft und Adel in Sachsen.
Blasonierung: „Geteilt, oben in Silber ein blauer Dreiberg an der Teilungslinie, unten von Rot und silber in fünf Reihen zu acht Plätzen geschacht. Auf dem (Bügel)helm mit rot-silbernen Decken eine mit sechs grünen Blättern grün bestielte silberne Lilie zwischen zwei gestürzten silbernen Forellen, außen mit je drei Straußenfedern (silbern, rot, silbern) besteckt.“
Nach dem GHdA wird das Stammwappen (gelehnter Schild) wie folgt beschrieben: „Geteilt, oben in Silber ein blauer Dreiberg an der Teilungslinie, unten von Silber und Rot in drei Reihen zu vier Plätzen geschacht. Auf dem Topfhelm mit rot-silbernen Decken eine golden bebutzte, wachsende rote Rose zwischen zwei gestürzten natürlichen Forellen, deren Außenseiten mit je drei Straußenfedern Rot und Weiß in verwechselten Farben besteckt.“
In dem gevierten reichsgräflichen Wappen der Linie Fürstenstein zeigen die Felder 2 und 3 das Stammwappen, das Schach mit den drei Bergen auf rotem Grund, während in den schwarzen Feldern 1 und 4 je ein goldener aufspringender Löwe ist. Die Mitte des Wappens trägt einen goldenen Herzschild, darin der kaiserliche schwarze Doppeladler unter einer Fürstenkrone. Über dem Hauptschild stehen drei gekrönte Helme. Der vordere Helm trägt zwischen drei Straußenfedern (rot, silbern, rot) zwei mit den Köpfen gestürzte Forellen, zwischen denen eine rote Rose mit vier grünen Blättern steht; der mittlere Helm trägt den im Herzschild beschriebenen gekrönten doppelköpfigen Reichsadler; der hintere Helm trägt den im Hauptschild erwähnten Löwen.
Das Wappen der in der freiherrlichen Linie erloschenen Linie Hennersdorf ist geteilt; oben in Silber drei grüne, spitze Berge nebeneinander; unten von Silber und Rot, fünf zu drei, geschacht. Auf dem Helm mit rot-silbernen Decken zwischen zwei auf die Helmkrone gestürzten Fischen eine rote Rose, grün bestielt mit sechs grünen Blättern. Die Straußenfedern fehlen hier.
Das Wappen der Linie Buchwald ist geviert und zeigt in den Feldern 1 und 4 in Silber einen halben schwarzen Adler am Spalt, der je auswärts hervorwächst; die Felder 2 und 3 sind geteilt; oben in Rot drei blaue Berge, der mittlere höher als die beiden anderen, unten von Rot und Silber, drei zu vier, geschacht. Über dem Schild zwei gekrönte Helme mit rot-silbernen Decken. Der vordere Helm trägt einen schwarzen Adler, der hintere eine rote Rose, grün bestielt mit vier grünen Blättern, zwischen zwei gestürzten Forellen, deren Außenseite mit drei (silbern, rot, silbern) Straußenfedern bestückt ist.

## Adelserhebungen
Unter dem Landeshauptmann Hans Heinrich I. von Hohberg (1598–1671) wurde die Linie Fürstenstein 1650 in den Freiherrenstand des Königreichs Böhmen erhoben. Im Jahr 1666 erfolgte die Erhebung in den Grafenstand Böhmens. Ebenfalls in den Freiherrenstand wurde aus einer niederösterreichischen Linie 1659 Wolf Helmhard von Hohberg erhoben. Der Landesälteste Otto Konrad von Hochberg wurde 1740 und die Brüder Johann Anton und Franz Wenzel von Hochberg wurden 1746 in den Freiherrenstand erhoben. Unter dem Sohn und Nachfolger des Hans Heinrich I. Hans Heinrich II. (1639–1698) folgte die Erhebung in den Reichsgrafenstand. Im Jahr 1850 wurde Hans Heinrich X. in den preußischen Fürstenstand erhoben. Hans Heinrich XI. wurde 1905 in den nichterblichen Herzogsstand erhoben.

## Personen

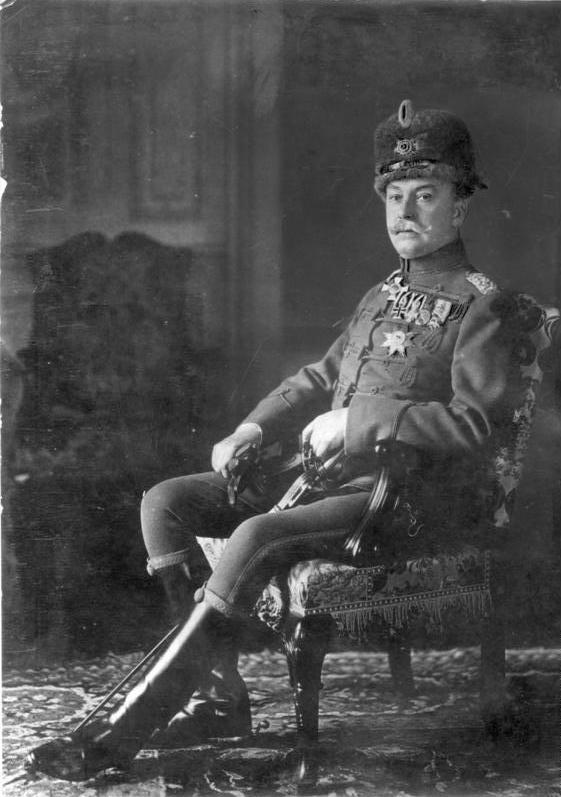
Hans Heinrich XV. von Hochberg, 3. Fürst von Pleß (1861–1938) im Jahr 1916

- Hans Heinrich X. Graf von Hochberg(1806–1855), Reichsgraf, 1. Fürst von Pleß, Montan-Industrieller
- Hermann von Hochberg (1813–1884), preußischer Landrat im Kreis Habelschwerdt (1850, 1853–1884)
- Hans Heinrich XI. Graf von (1833–1907), 2. Fürst von Pleß, Montan-Industrieller, preußischer General
  - Hans Heinrich XV. Graf von Hochberg (1861–1938), 3. Fürst von Pless, deutscher Standesherr und Montanindustrieller
    - Hans Heinrich XVII. Graf von Hochberg (1900–1984), 4. Fürst von Pless, deutsch-englischer Montanindustrieller, Gutsbesitzer und Offizier
    - Alexander I. Graf von Hochberg (1905–1984), 5. Fürst von Pless, deutsch-polnischer Geschäftsmann und Offizier
    - Bolko Graf von Hochberg Freiherr zu Fürstenstein  (1910–1936)
      - Bolko Graf von Hochberg (1936–2022), 6. Fürst von Pless, Kaufmann
- Hans Heinrich XIV. Bolko Graf von Hochberg (1843–1926), Gutsbesitzer, deutscher Diplomat, Intendant und Komponist
  - Hans Heinrich XVI. Graf von Hochberg (1874–1933), Fideikommissherr auf Rohnstock, minderfreier Standesherr auf Neuschloß und Landwirtschaftsfunktionär
    - Hans Heinrich XVIII. Graf von Hochberg (1905–1989), Hr. d. Standesherrschaft Neuschloß und Rohnstock, Ehrenritter des Johanniterordens
- Friedrich Franz Graf von Hochberg (1875–1954), Architekt
  - Friedrich Hartmann Graf von Hochberg (1910–1945), Major,
  - Karl Graf von Hochberg (1912–1979), Major, Geschäftsführer, Ehrenritter des Johanniterordens
    - Peter Graf von Hochberg (* 1956), 7. Fürst von Pless, Geschäftsführer a. D., Gutsbesitzer, aktuelles Familienoberhaupt (nach Verzicht seines älteren Bruders Hans Heinrich XIX Graf von Hochberg 1993)